# Cantó de L'Hermenault
El cantó de L'Hermenault és un cantó francès del departament de la Vendée, situat al districte de Fontenay-le-Comte. Té 12 municipis i el cap es L'Hermenault.

## Municipis
- Bourneau
- L'Hermenault
- Marsais-Sainte-Radégonde
- Mouzeuil-Saint-Martin
- Nalliers
- Petosse
- Pouillé
- Saint-Cyr-des-Gâts
- Saint-Laurent-de-la-Salle
- Saint-Martin-des-Fontaines
- Saint-Valérien
- Sérigné

## Història
| Data d'elecció                           | Identitat        | Partit                        | Qualitat |
| ---------------------------------------- | ---------------- | ----------------------------- | -------- |
| 1949-1955                                | M. Bobin         | RPF, després divers droite    |          |
| 1955-19..                                | M. Venant        | Divers droite                 |          |
| 19..-1973                                | M. Cognacq       | Divers droite                 |          |
| 1973-1985                                | Andrée Chaigneau | PS                            |          |
| 1985-                                    | Joël Sarlot      | UDF-PR, després divers droite |          |
| les dades anteriors no són pas conegudes |                  |                               |          |
|                                          |                  |                               |          |

| A partir de 1990: Població sense dobles comptes |